# Килраш

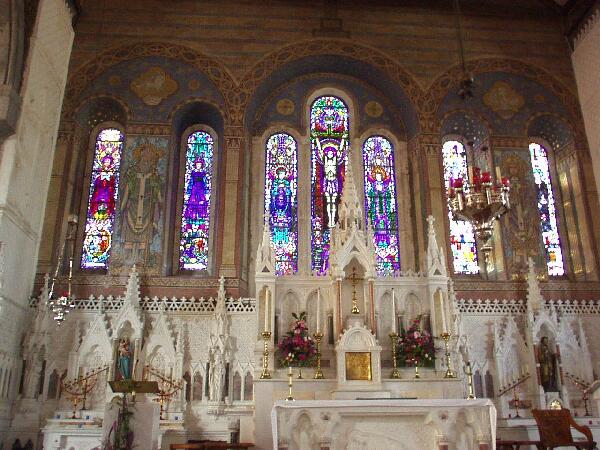
Альтарь местной церкви

Килраш (англ. Kilrush; ирл. Cill Rois (Киль-Рош)) — (малый) город в Ирландии, находится в графстве Клэр (провинция Манстер).

## Демография
Население — 2694 человека (по переписи 2006 года). В 2002 году население составляло 2699 человек. При этом, население внутри городской черты (legal area) было 2657, население пригородов (environs) — 37.
Данные переписи 2006 года:
| Общие демографические показатели |               |                               |                               |      |      |
| Всё население                    | Всё население | Изменения населения 2002—2006 | Изменения населения 2002—2006 | 2006 | 2006 |
| 2002                             | 2006          | чел.                          | %                             | муж. | жен. |
| 2699                             | 2694          | −42                           | −1,6                          | 1352 | 1305 |

В нижеприводимых таблицах сумма всех ответов (столбец «сумма»), как правило, меньше общего населения населённого пункта (столбец «2006»).
| Религия (Тема 2 — 5 : Число людей по религиям, 2006) |             |                |             |            |       |      |
| Католики, чел.                                       | Католики, % | Другая религия | Без религии | не указано | сумма | 2006 |
| 2456                                                 | 92,4        | 86             | 45          | 70         | 2657  | 2694 |

| Этно-расовый состав (Этничность. Тема 2 — 3 : Постоянное население по этническому или культурному происхождению, 2006) |            |              |       |        |        |            |       |       |
| Белые ирландцы | Лухт-шулта | Другие белые | Негры | Азиаты | Другие | Не указано | сумма | 2006  |
| 2315 | 0          | 162          | 2     | 17     | 16     | 80         | 2592  | 2694  |
| Доля от всех отвечавших на вопрос, %                                                                                   |            |              |       |        |        |            |       |       |
| 89,3 | 0,0        | 6,3          | 0,1   | 0,7    | 0,6    | 3,1        | 100   | 96,21 |

1 — доля отвечавших на вопрос о языке от всего населения.
| Владение ирландским языком (Тема 3 — 1 : Число людей от 3 лет и старше по способности говорить по-ирландски, 2006) |      |            |       |       |
| Владеете ли Вы ирландским языком?                                                                                  |      |            |       |       |
| Да | Нет  | Не указано | сумма | 2006  |
| 1065 | 1423 | 88         | 2576  | 2694  |
| Доля от всех отвечавших на вопрос о языке, %                                                                       |      |            |       |       |
| 41,3 | 55,2 | 3,4        | 100   | 95,61 |

1 — доля отвечавших на вопрос о языке от всего населения.
| Использование ирландского языка (Тема 3 — 2 : Говорящие по-ирландски от 3 лет и старше по частоте использования ирландского языка, 2006) |                                                            |                                               |                                               |                                               |                                               |                                               |       |                                     |      |
| Как часто и где Вы говорите по-ирландски?                                                                                                |                                                            |                                               |                                               |                                               |                                               |                                               |       |                                     |      |
| ежедневно, только в образовательных учреждениях                                                                                          | ежедневно, как в образовательных учреждениях, так и вне их | в других местах (вне образовательной системы) | в других местах (вне образовательной системы) | в других местах (вне образовательной системы) | в других местах (вне образовательной системы) | в других местах (вне образовательной системы) | сумма | всего, отвечавших на вопрос о языке | 2006 |
| ежедневно, только в образовательных учреждениях                                                                                          | ежедневно, как в образовательных учреждениях, так и вне их | ежедневно                                     | каждую неделю                                 | реже                                          | никогда                                       | не указано                                    | сумма | всего, отвечавших на вопрос о языке | 2006 |
| 279 | 10                                                         | 29                                            | 42                                            | 379                                           | 311                                           | 15                                            | 1065  | 2576                                | 2694 |
| Доля от всех отвечавших на вопрос о языке, %                                                                                             |                                                            |                                               |                                               |                                               |                                               |                                               |       |                                     |      |
| 10,8 | 0,4                                                        | 1,1                                           | 1,6                                           | 14,7                                          | 12,1                                          | 0,6                                           | 41,3  | 100                                 |      |

| Типы частных жилищ (Тема 6 — 1(a) : Число частных домовладений по типу размещения, 2006) |          |         |                 |            |       |      |
| Отдельный дом                                                                            | Квартира | Комната | Переносные дома | не указано | сумма | 2006 |
| 844                                                                                      | 59       | 4       | 2               | 34         | 943   | 2694 |